# Neoterebra allyni
Neoterebra allyni é um molusco gastrópode do gênero Neoterebra, pertencente a família Terebridae.